# Джиммі Макілрой
Джиммі Макілрой (англ. Jimmy McIlroy, нар. 23 жовтня 1931, Ламбег — 20 серпня 2018) — колишній північноірландський футболіст, що грав на позиції півзахисника. По завершенні ігрової кар'єри — футбольний тренер.
Виступав на батьківщині за «Гленторан» та в англійських клубах «Бернлі», «Сток Сіті» і «Олдем Атлетик», а також національну збірну Північної Ірландії. Вважається одним з найвидатніших гравців в історії «Бернлі», зігравши за «бордових» 497 матчів, в яких забив 131 гол.

## Клубна кар'єра
У дорослому футболі дебютував 1949 року виступами за «Гленторан», в якому провів один сезон, взявши участь у 18 матчах чемпіонату, в яких забив 8 голів.
Своєю грою за цю команду привернув увагу представників тренерського штабу клубу «Бернлі», до складу якого приєднався в березні 1950 року за 7 тис. фунтів. Дуже швидко Макілрой став одним з лідерів команди і допоміг «бордовим» стати чемпіонами Англії сезону 1959/60 та дійти до фіналу Кубка Англії в 1962 році, де команда Джиммі поступилася 3:1 «Тоттенгему». Всього Макілрой відіграв за клуб з Бернлі дванадцять сезонів своєї ігрової кар'єри.
На початку 1963 року футболіст за 25 тис. фунтів перейшов у «Сток Сіті», якому того ж сезону допоміг виграти Другий дивізіон та повернутись в еліту, а наступного — вийти у фінал Кубка Англії. Проте і другий свій фінал Макілрой програв, цього разу поступившись 3:4 за сумою двох матчів «Лестер Сіті».
Завершив професійну ігрову кар'єру у клубі «Олдем Атлетик» з Третього дивізіону, де працював граючим тренером протягом 1965—1967 років.

## Виступи за збірну
1951 року дебютував в офіційних матчах у складі національної збірної Північної Ірландії.
У складі збірної був учасником чемпіонату світу 1958 року у Швеції, де ірландці несподівано змогли пройти груповий етап, а Кейт зіграв в усіх п'яти матчах збірної на турнірі.
Протягом кар'єри у національній команді, яка тривала 15 років, провів у формі головної команди країни 55 матчів, забивши 10 голів.

## Кар'єра тренера
1 січня 1966 року Макілрой став граючим тренером клубу «Олдем Атлетик», який боровся за збереження прописки в Третьому дивізіоні. Майже відразу Джиммі підписав кількох колишніх одноклубників зі «Стоку», в тому числі Білла Еспрі, Алана Філпотта, Джорджа Кіннела і Кейта Беббінгтона. Однак Макілрой так і не зміг покращити результати команди і подав у відставку після поразки з рахунком 4-0 проти «Лутон Тауна» 1 серпня 1968 року, в день відкриття сезону 1968-69 років.
Після відставки Макілрой повернувся в «Сток Сіті», де протягом короткого часу працював помічником менеджера Тоні Воддінгтона, після чого перебрався до «Болтон Вондерерз», де став тренером і помічником менеджера Нета Лофтгауса. Після звільнення Лофтгауса Макілрой в литопаді 1970 року став новим менеджером клубу, але подав у відставку вже через 18 днів через незгоду з продажем основних гравців.

## Вшанування

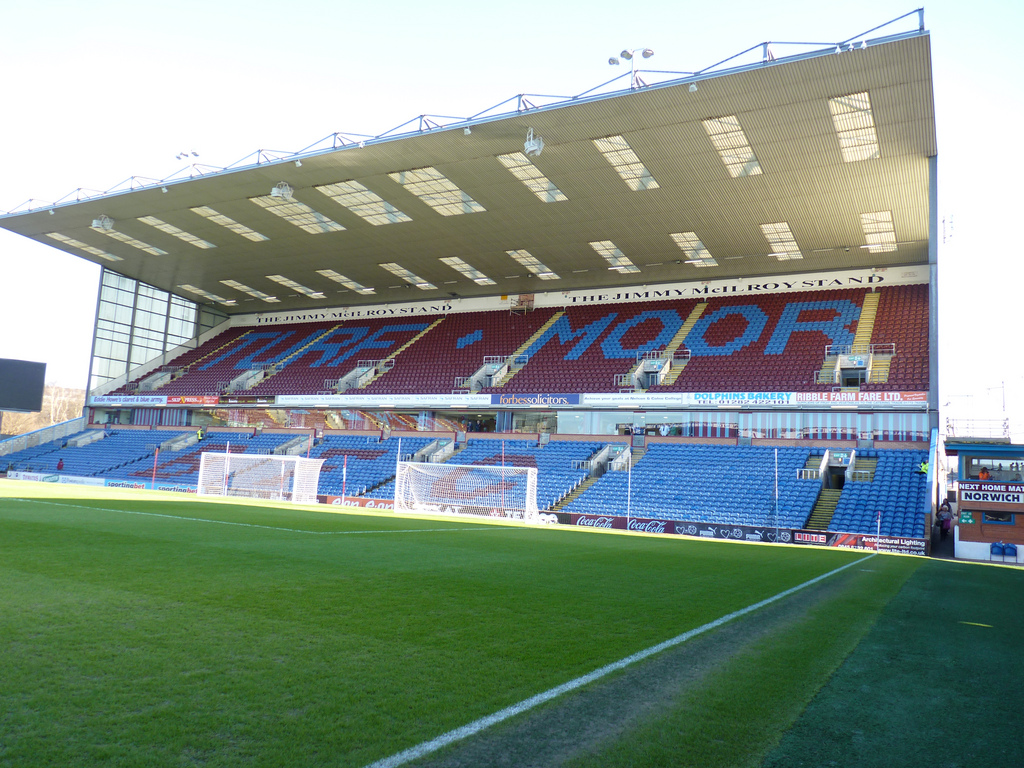
Трибуна імені Джиммі Макілроя на стадіоні Терф Мур

З 1996 року східна трибуна домашнього стадіону «Бернлі» Терф Мур названа на честь Макілроя.
2011 року Макілрой був нагороджений Орденом Британської імперії (MBE) за заслуги у футболі і благодійності.

## Титули та досягнення
- Чемпіон Англії: 1959/60
- Переможець Другого дивізіону Футбольної Ліги: 1962/63
- Фіналіст Кубка Англії: 1961/62, 1963/64
- Володар Суперкубка Англії: 1960